# 普雷翁佐

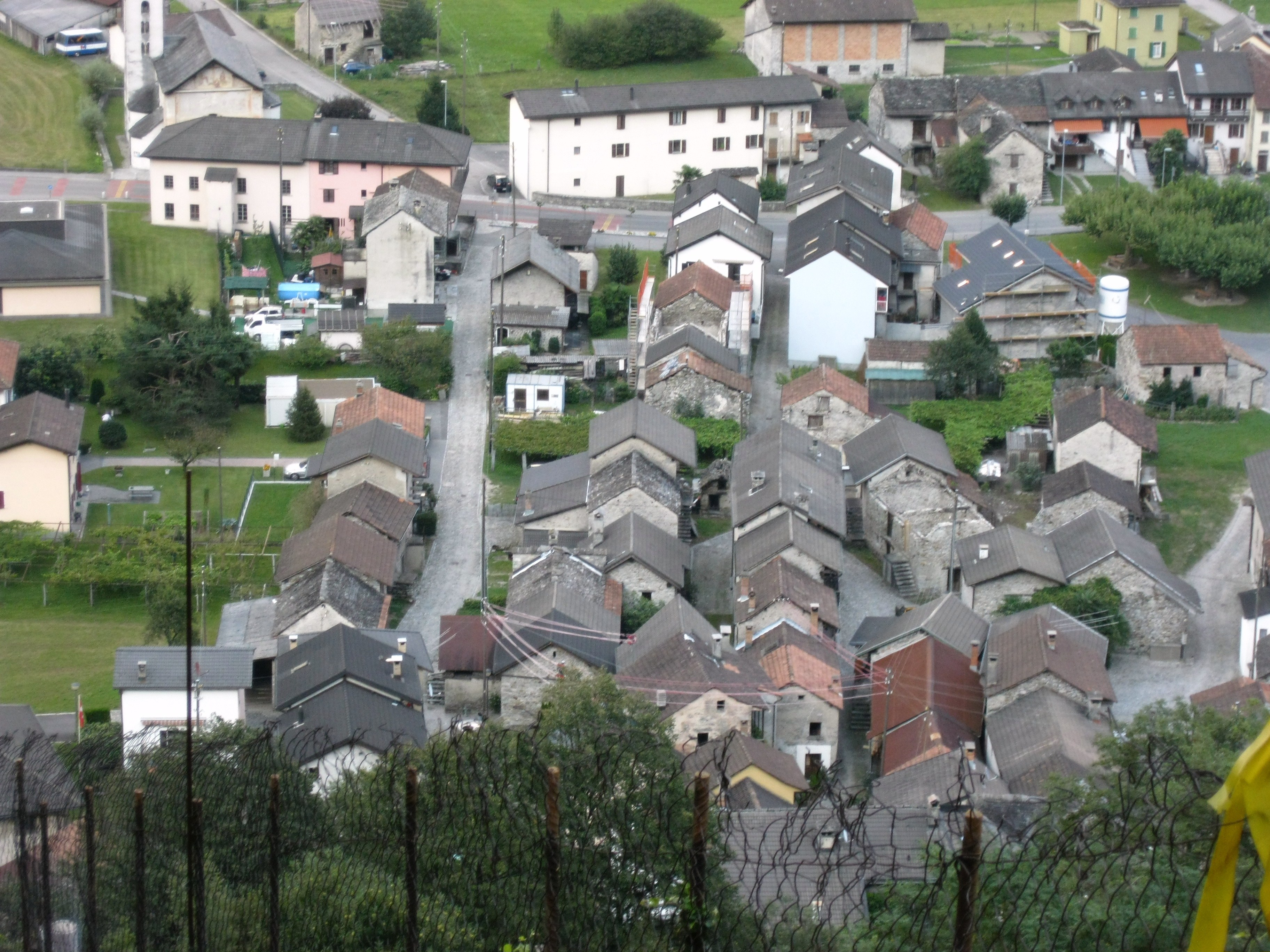

普雷翁佐是瑞士的城鎮，位於該國南部，由提契諾州負責管轄，面積16.44平方公里，海拔高度250米，2011年人口588，八成人口信奉羅馬天主教，人口密度每平方公里36人。